# Гипотеза Хадвигера (комбинаторная геометрия)
Гипо́теза Хадвигера (комбинаторная геометрия) — гипотеза в комбинаторной геометрии, утверждающая, что любое выпуклое тело в {\displaystyle n}-мерном евклидовом пространстве можно покрыть {\displaystyle 2^{n}}-меньшими гомотетичными покрываемому телу телами, и что параллелипипеды являются единственными телами, которые можно покрыть лишь {\displaystyle 2^{n}}-меньшими гомотетичными покрываемому телу телами. Справедливость этой гипотезы неизвестна для {\displaystyle n\geqslant 3}.

## История
Гипотеза была выдвинута Гуго Хадвигером в 1957 г. А.Ю. Левин и Ю.И. Петунин доказали, что для всякого {\displaystyle n}-мерного центрально-симметричного выпуклого тела справедливо неравенство {\displaystyle N\leqslant (n+1)^{n}}.
В 1963 г. Роджерс получил для центрально-симметричных тел оценку {\displaystyle N\leqslant 2^{n}(n\ln n+n\ln \ln n+5n)}

## Формулировка в терминах задачи освещения
Можно показать, что наименьшее число гомотетичных исходному тел, необходимых для покрытия {\displaystyle n}-мерного выпуклого тела, равно наименьшему числу направлений, достаточных для полного освещения этого тела.